# Ochodnica
Ochodnica es un municipio del distrito de Kysucké Nové Mesto en la región de Žilina, Eslovaquia, con una población estimada a final del año 2024 de 1933 habitantes.
Se encuentra ubicado al noroeste de la región, cerca del curso alto del río Váh (cuenca hidrográfica del Danubio) y de la frontera con la República Checa y Polonia.

## Demografía
| Año        | 1994 | 2004    | 2014    | 2024    |
| ---------- | ---- | ------- | ------- | ------- |
| Población  | 2027 | 2017    | 1932    | 1933    |
| Diferencia |      | −0,49 % | −4,21 % | +0,05 % |

| Año        | 2023 | 2024    |
| ---------- | ---- | ------- |
| Población  | 1933 | 1933    |
| Diferencia |      | +1,42 % |